# Agent Orange (группа)
Agent Orange — американская панк-группа, основанная в 1979 году в калифорнийском округе Оранж Каунти. Agent Orange внесли огромный вклад в развитие панк-сцены, хотя участники группы заявили в альбоме Living in Darkness: «Мы вообще не чувствуем себя частью этой сцены» (англ. «We don't feel a part of that scene at all»). Agent Orange были одними из пионеров в смешении панк-рока с сёрфом, а также скейт-панк сцены. Группа играет до сих пор.
Первый успех к Agent Orange пришёл после выхода их песни «Bloodstains», выпущенной на первом 7" EP группы. Ранняя демоверсия этой песни была представлена на пасадинской радиостанции «KROQ» диджеем Родни Байнхеймером, и вскоре песня стала одним из крупнейших хитов на его шоу.

## История
Основателями Agent Orange были вокалист/гитарист Майк Палм и барабанщик Скотт Миллер, к которым присоединился басист Стив Сото. В таком составе был записан мини-альбом «Bloodstains». Версия этой песни, названная «Bloodstains (Darkness Version)», позже прозвучала в игре «Tony Hawk's Pro Skater 4». Сото позже покинул группу и основал Adolescents. С новым басистом Джеймсом Левескью, группа записала дебютный альбом «Living In Darkness», выпущенный в ноябре 1981 года на лейбле Posh Boy Records.
В январе 1992 года, Брента Лайлеса заменил Сэм Болле, игравший в группе до мая 2003 года, когда он ушёл в группу легенды сёрф-рока Дика Дейла, где играет до сих пор.

## Составы Agent Orange

### Текущий состав
- Майк Палм (Mike Palm) — вокал, гитара
- Дасти Уотсон (Dusty Watson) — ударные
- Перри Джиордано (Perry Giordano) — бас-гитара

### Бывшие участники
- Скотт Миллер (Scott Miller) — ударные
- Джеймс Левескью (James Levesque) — бас-гитара
- Брент Лайлес (Brent Liles) — бас-гитара
- Дерек О’Брайан (Derek O’Brien) — ударные, вокал
- Сэм Болле (Sam Bolle) — бас-гитара (1991-2003) (CD «Virtually Indestructible»)
- Чарли Куинтана (Charlie Quintana) (CD «Virtually Indestructible»)
- Стив Сото (Steve Soto) — бас-гитара (сингл «Bloodstains»)
- Стив Латанейшн (Steve Latanation)
- Брюс Тейлор (Bruce Taylor)
- Тим Райли (Tim Riley)

## Дискография

### LP
- Living in Darkness (1981)
- This is the Voice (1986)
- Virtually Indestructible (1996)

### EP
- Bloodstains 7" E.P. (1979)
- Bitchin' Summer (1982)
- When You Least Expect It... (1984)